# Lewis H. Lapham
Pour les articles homonymes, voir Lapham.
Lewis Henry Lapham, né le 8 janvier 1935 à San Francisco (Californie) et mort le 23 juillet 2024 à Rome (Italie), est un polémiste et essayiste américain. Il a travaillé au Harper's Magazine et a fondé Lapham's Quarterly (en).

## Biographie

### Origines et vie personnelle
Son arrière-grand-père Lewis Henry Lapham (en) créa l'entreprise pétrolière Texaco et son grand-père Roger Lapham fut maire de San Francisco. Il a trois enfants, dont Andrew, époux de la femme politique canadienne Caroline Mulroney.
Durant son enfance, il voit passer chez ses parents le ministre des Affaires étrangères soviétique Viatcheslav Molotov, celui des États-Unis John Foster Dulles ou encore le prince saoudien Fayçal.
En 1957, diplômé de l'université Yale, il postule à la CIA, potassant sur de nombreux sujets sérieux avant l'entretien d'embauche. Cependant, lors de celui-ci, on lui pose surtout des questions sur le milieu mondain et, déçu, il se réoriente vers le journalisme.

## Publications
- Lewis H Lapham, Fortune's Child, 1980, 359 p. (ISBN 0-385-14887-9)
- Lewis H. Lapham, Money and Class in America : Notes and Observations on Our Civil Religion, 1988, 244 p. (ISBN 1-55584-109-0)
- Lewis H Lapham, Imperial Masquerade, 1990 (ISBN 1-55584-449-9)
- Lewis H Lapham, The Wish for Kings : Democracy at Bay, 1993, 213 p. (ISBN 0-8021-1446-6)
- Lewis H Lapham, Hotel America : Scenes in the Lobby of the Fin-de-siècle, 1995, 371 p. (ISBN 1-85984-952-0, lire en ligne)
- Lewis H Lapham, Waiting for the Barbarians, 1997, 230 p. (ISBN 1-85984-882-6, lire en ligne)
- Lewis H Lapham, Lapham's Rules of Influence, 1999, 131 p. (ISBN 0-679-42605-1)
- Lewis H Lapham, The Agony of Mammon, 1999, 84 p. (ISBN 1-85984-710-2, lire en ligne)
- Lewis H Lapham, Lights, Camera, Democracy!, 2001, 320 p. (ISBN 0-679-64713-9, lire en ligne)
- Lewis H Lapham, Theater of War, 2003 (ISBN 1-56584-772-5)
- (en) 30 Satires, 2003 ;  (ISBN 1-56584-846-2)
- (en) Gag Rule, 2004 ;  (ISBN 1-59420-017-3)
- (en) With the Beatles, 2005 ; (Melville House Publishing) ;  (ISBN 978-0-9766583-2-0)
- (en) Pretensions to Empire : Notes on the Criminal Folly of the Bush Administration, Lewis H. Lapham (The New Press : 2006), 288 p. ;  (ISBN 1-59558-112-X)
- (en) Age of Folly: America Abandons Its Democracy, (2016), 400 p. ;  (ISBN 1-7847-8711-6)
  - (fr) Le Temps des fous. Quand l'Amérique abandonne sa démocratie, Saint-Simon, 2018, 329 p.